# Coscinia impunctata
Coscinia impunctata är en fjärilsart som beskrevs av Heinrich 1938. Coscinia impunctata ingår i släktet Coscinia och familjen björnspinnare. Inga underarter finns listade i Catalogue of Life.